# Most w Kiezmarku
Most w Kiezmarku – most w Kiezmarku na dolnej Wiśle, dawniej w ciągu DK7, otwarty 22 lipca 1973. Położony jest 21 km na północ od poprzedniego, mostu kolejowego w Tczewie. Jest przedostatnim, najbardziej wysuniętym na północ mostem na Wiśle. Ujście rzeki znajduje się 12 km dalej w dół jej biegu.
Konstrukcja nośna mostu została wykonana w stoczniach Gdańska i Gdyni. Jest jedynym z najniższych mostów wiślanych. Ostatni poważny remont mostu został wykonany w 2004.
Kilkadziesiąt metrów na południe od obecnego mostu funkcjonował w latach 1948-1973most pontonowy, który podczas wysokiego stanu wody był rozbierany i zastępowany funkcjonującym obok promem. Poprzedni most w tej okolicy został otwarty 17 sierpnia 1939 (a więc na terenie Wolnego Miasta Gdańska) w ramach niemieckich przygotowań wojennych. Most ten planowany był już od 1937 jako stały i miał stanowić część autostrady Berlin – Królewiec. Doraźnie powstał most pontonowy, który nie dotrwał do końca wojny.
W latach 1973–1985 most znajdował się w ciągu drogi międzynarodowej E81, łączącej Gdańsk z Warszawą, Lublinem i ówczesną granicą polsko-radziecką w miejscowości Hrebenne.
Na północ od mostu z 1973 budowane były w latach 2016–2018 dwa nowe mosty na potrzeby drogi ekspresowej S7. Trzynastoprzęsłowy obiekt ma 16 m szerokości i niemal 600 m długości.

## Wymiary mostu
- długość 943,8 m
- szerokość 14,7 m
- maksymalna rozpiętość 130 m.

## Główni projektanci mostu
- mgr inż. Lucjan Malinowski
- mgr inż. Jerzy Mieszczuk
- mgr inż. Eugeniusz Łoboda
- mgr inż. Tadeusz Zarzecki